# Cantonul Meaux-Sud
Cantonul Meaux-Sud este un canton din arondismentul Meaux, departamentul Seine-et-Marne, regiunea Île-de-France , Franța.

## Comune
- Fublaines
- Isles-lès-Villenoy
- Mareuil-lès-Meaux
- Meaux (parțial, reședință)
- Montceaux-lès-Meaux
- Nanteuil-lès-Meaux
- Trilbardou
- Trilport
- Vignely
- Villenoy